# ميكانيكا تقليدية
الميكانيكا التقليدية (بالإنجليزية: Classical mechanics)‏ هي الفرع الأقدم في علم حركة الأجسام (الميكانيكا)، وهي تهتم بدراسة القوى الواقعة على الجسم وحركته ونظم الجسيمات في فضاء إقليدي ثلاثي الأبعاد ومحاولة صياغة تلك العلاقات في قوانين فيزيائية، تسمح باستنتاج سير الحركة المستقبلية على أساس معرفة الظروف الابتدائية.
توارد مصطلح الميكانيكا الكلاسيكية للدلالة على المنظومات الرياضية التي أرساها إسحاق نيوتن، بشكل أساسي، ويوهانز كبلر وغاليليو غاليلي والتي ظلّت سائدة منذ القرن السابع عشر حتى ظهور النسبية الخاصة والنسبية العامة التي صاغها أينشتاين خلال السنوات 1905 - 1916 وميكانيكا الكم التي اشترك في صياغتها ماكس بلانك وهيزنبرج وشرودنجر وديراك في بداية القرن العشرين بين 1900 - 1928.
في البداية كانت الميكانيكا الكلاسيكية والمشار إليها بالميكانيكا النيوتنية تهتم بصفة أساسية بتفسير حركة الكواكب والأجسام على الأرض بواسطة أساليب التحليل الرياضي، ولا سيما الحساب التفاضلي، التي وضعها نيوتن بنفسه بالتزامن مع لايبنتز. وفي ما بعد قام لاغرانج وهاميلتون بإعادة صياغة وتبسيط حسابات الميكانيكا التقليدية وذلك بالاعتماد على أن حركة الجسم تخضع لوجود حد أدنى من الطاقة الكامنة دون اللجوء إلى توازن القوى والتسارع (قانون نيوتن الثاني). كما تدخل النظريات الخاصة بتأثير الحرارة على الغازات والأجسام والمعروفة الديناميكا الحرارية ومن المساهمين في هذا المضمار بويل وبولتزمان وكذلك صياغة نظرية الكهرومغناطيسية على يد ماكسويل كلها تنتسب إلى الميكانيكا التقليدية ونظرية النظم الديناميكية.
- وقوانين الميكانيكا الكلاسيكية تنجح في وصف حركة الأجسام عند السرعات البطيئة والصغيرة بالنسبة إلى سرعة الضوء. وتبلغ سرعة الضوء 300 ألف كيلومتر/ثانية. أما إذا اقتربت سرعة الجسم من سرعة الضوء، فيجب الحساب باستخدام النظرية النسبية حتى لا تحدث فروق بين الحساب والمشاهدة إذا اتبعنا طريقة نيوتن. وكذلك لا تأخذ الديناميكا التقليدية التأثيرات الكوموية في الحسبان. وتلك التأثيرات الكمومية لا بد من أخذها في الاعتبار عند دراستنا لخواص المادة وحركتها في الحيز المجهري أي عند تعاملنا مع الجسيمات الذرية وتحت الذرية.[2] مثل التشعب والشواش.[3] كما تعتبر الميكانيكا التقليدية أداة العديد من التطبيقات التقنية الحديثة (مثل الهندسة المدنية، الملاحة الفضائية، الإنسالية).[4]

## وصف النظريات الأساسية

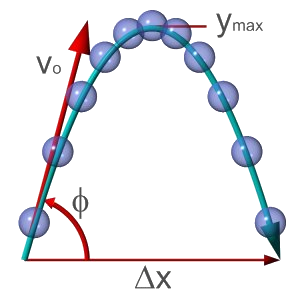
تحليل حركة المقذوفات جزء من الميكانيكا الكلاسيكية.

في الفيزياء، تعتبر الميكانيكا الكلاسيكية إحدى الحقول الرئيسية للدراسة في علم الميكانيكا، التي تهتم بحركاتِ الأجسامِ، والقوى التي تحركهم. أما الحقل الآخر فهو ميكانيك الكم.
طورت الميكانيكا الكلاسيكية تقريباً في السنوات الـ400 منذ الأعمالِ الرائدة ل: براه، كبلر، وغاليلي، بينما لم يتطور ميكانيك الكم إلا ضمن السنوات الـ100 الأخيرة، بَدْء بالاكتشافاتِ الحاسمة بنفس الطريقة مِن قبل بلانك، آينشتاين، وبور.
تعبير «كلاسيكية» قد يكون مشوّشا جداً، حيث أنَ هذا التعبيرِ يُشيرُ إلىِ العصر القديمِ الكلاسيكيِ عادة في التاريخ الأوروبيِ.
لكن على أية حال، ظهور الميكانيكا الكلاسيكية كان مرحلة حاسمة في تطويرِ العلم، وفق المعنى الحديث للكلمة. ما يميز هذا الفرع، قبل كل شيء، إصراره على الرياضيات (بدلاً مِنْ التخمينِ)، واعتماده على التجربة (بدلاً من الملاحظة). في الميكانيكا التقليدية التي أسست كيفية صياغة تنبؤات كمية نظرياً، وكيفية اختبار هذه الصياغات الرياضية بأدوات قياس مصممة بعناية. مما أدى عالمياً إلى مسعى تعاوني على نحو متزايد للفحص والاختيار الأقرب وأدت إلى ترافق كلا من النظرية والتجربة. شكلت الميكانيكا الكلاسيكية عنصر أساسي في تأسيس معرفة أكيدة وخدمة المجتمع، وتكوين مجتمع يعتمد على تربية النظرة الاستقصائية والنقدية.
في المرحلةَ الأولية في تطويرِ الميكانيكا الكلاسيكية في أغلب الأحيان كانت تدعى باسم ميكانيكا نيوتن، وتتميز بالطرقِ الرياضية التيِ اخترعتْ مِن قبل نيوتن نفسه، بالاشتراك مع لايبنتز، وآخرين. هذه توْصف أبعد في الأقسامِ التاليةِ. ملخص أكثر، وتتضمن طرقَ عامة مثل ميكانيكا لاغرانج وميكانيكا هاميلتون.
تعطي الميكانيكا الكلاسيكية نَتائِج دقيقة جداً توافق التجربة اليومية. تم تحسين الميكانيكا الكلاسيكية عبر النسبية الخاصة لملائمة الأجسامِ التي تتحرّك بسرعات كبيرة، تقارب سرعة الضوء.
الميكانيكا الكلاسيكية تستعمل لوصف حركة الأجسامِ الكبيرة التي تقارب حجمِ إنسانَ، مِنْ المقذوفاتِ إلى أجزاءِ الأجسام المرئيةِ، بالإضافة إلى الأجسامِ الفلكيةِ، مثل المركبة الفضائيةِ، الكواكب، النجوم، والمجرات، والأجسام المجهرية مثل الجزيئات الكبيرة. إضافةً إلى هذا، تتنبأ بالعديد مِنْ الخاصيّاتِ الفيزيائية، عندما يتعاملُ مع الغازات، السوائل، والمواد الصلبة. لذا تشكل واحدة من أكبر المواضيع في العلم والتقنية.
بالرغم من أن الميكانيكا الكلاسيكية منسجمة كثيراً مع النظريات «التقليدية» الأخرى مثل نظرية التحريك الكهربائية والتحريك الحراري التقليدي، فإن بَعْض الصعوباتِ واجهت الميكانيكا الكلاسيكية في أواخر القرن التاسع عشرِ عندما اندمج مع التحريك الحراري التقليدي، حيث تُؤدّي الميكانيكا الكلاسيكية إلى مفارقة جبس التي يكون فيها الاعتلاج entropy كمية غير محددة كما أدت إلى الكارثة فوق البنفسجية التي يتوقع فيها لجسم أسود بث كميات لانهائية من الطاقة. بذلت محاولات عدة لحَلّ هذه المشاكلِ أدّتْ في النهاية إلى تطويرِ ميكانيك الكم.

## وصف النظرية
تُقدّمُ المفاهيمَ الأساسيةَ للميكانيكا الكلاسيكية الخاصة بدراسة الغازات. تبسيطا تستخدم هذه النظرية مصطلح الجسيم النقطي لجزيئات الغاز، أي اعتبار أن حجم الجزيئ صغير جدا بحيث يشكل نقطةِ. إنّ حركةَ الجسيم النقطيِ يمكن تمييزها بعدد من المؤشرات:
- الموقع
- الكتلة
- القوى المؤثرة عليه.

في الواقع، الجزيئات التي تعالج بالميكانيكا الكلاسيكية تكون نقطية معدومة الحجم.
الجسيمات النقطية الحقيقية، مثل الإلكترونِ، توصف عادة بشكل أفضل بواسطة ميكانيكا الكم. أما أجسام الميكانيكا الكلاسيكية فغالبا ما تكون كبيرة - مثل دراسة حركة الكواكب حول الشمس - وبالتالي تسلك سلوكا أكثر سهولة في دراستها. أما دراسة حركة الجزيئات تكون أكثر تعقيدا عن الحالة المثالية المبسطة لحركة الجسيمات النقطية الافتراضية. لأن الجزيئات لها تركيب معين وتمتلك إمكانية درجات حرية للحركة أكبر، مثل حركة الجزيئ الدورانية حول محوره وحركاته الاهتزازية المطاطية عبر الروابط بين الذرات.. الخ.

## الموقع واشتقاقه
إنّ موقعَ جسيم نقطي يحدد اعتبارا من نقطة ثابتة في الفضاء تعتبر مبدأ للإحداثيات، بالتالي يمكن تحديد الموضع عن طريق اختيار مرجع للمحاور، فإذا كان الجسم علي مستوي ثنائي الأبعاد حددنا موضعه بالإحداثيات x وy. أما إذا كان الجسم في الفراغ، حددنا موضعه بثلاثة أبعاد x وy وz مثلا. وبما أن الجسيم النقطي غير ثابت بل يتحرك أي يغير موضعه مع الزمن ويشكل بذلك دالة زمنية. ويكون موضعه بعد فترة زمنية في نقطة في الفضاء x1، وy1، وz1. وهكذا.

## السرعة
إنّ السرعةَ، أَو معدل تغيرِ الموقعِ مع الوقتِ، وتعرف باشتقاق الموقعِ فيما يتعلق بالوقتَ.
- في الميكانيكا التقليدية، يمكن جمع وطرح السُرعات مباشرة.

على سبيل المثال، إذا كانت لدينا سيارة تُسافرُ شرقاً بسرعة 50 كيلومتر في الساعة تجتازهاُ سيارةً أخرى تُسافرُ شرقاً بسرعة 60 كيلومتر في الساعة، فإن مِنْ منظورِ السيارةِ البطيئة تكون السيارة الأسرع مسافرة شرقاً بسرعة 60-50 = 10 كيلومتر في الساعة. أما مِنْ منظورِ السيارةِ الأسرعِ، فإن السيارة الأبطأ تتحرّكُ بسرعة 50-60= -10 كيلومتر في الساعة نحو الشرق، أي 10 كيلومتر في الساعة نحو الغرب.
ماذا لو أنّ السيارة تَمْرُّ شمالا؟ يمكن اعتبار السرعات في هذه الحالة كمتجهات نطبق عليها قوانين جمع المتجهات.
رياضياً، إذا كانت سرعةِ الجسمِ الأولِ في المُناقشةِ السابقةِ ممثلة بالمتجه:
v = vd حيث أنَّ v سرعةَ الجسمِ الأولِ.
وسرعة الجسمِ الثانيِ بالمتجه:
u =ue حيث أن u سرعةُ الجسمِ الثانيِ.
وd وe وحدة متجه في إتّجاهاتِ حركةِ كُلّ جسيم على التوالي،
تكون سرعة الجسمِ الأولِ كما يراها الجسمِ الثانيِ:
v' = v - u
بنفس الطريقة:
u' = u - v
عندما يكون كلا الجسمين يتحركان في نفس الإتّجاهِ، يُمْكِنُ أَنْ تُبسّطَ هذه المعادلةِ إلى:
v' = (v - u) d، أَو بإهْمال الإتّجاهِ، الاختلاف يُمْكِنُ أَنْ يُسلّمَ شروطِ السرعةِ فقط:
v' = v - u
بالتالي السرعة هي مقياس لتغير الموقع بالنسبة للزمن، وتقاس بالمسافة المقطوعة وقسمتها على الفترة الزمنية التي لزمت لقطع هذه المسافة. وحدة قياس السرعة هي متر/ثانية أو كيلومتر/ ساعة.
يمكن تقسيم السرعة إلى: سرعة متوسطة وسرعة لحظية:
تحسب السرعة المتوسطة بقسمة المسافة المقطوعة بين اللحظة الابتدائية والنهائية على المدة الزمنية للحركة،
فهي لا تعطي تفاصيل الحركة في الأزمنة المحصورة بين بداية الحركة ونهايتها.
السرعة اللحظية هي تعريفا سرعة الجسم في لحظة معينة وهي تحسب بأخذ تفاضل المسافة بالنسبة للزمن. في حالة السرع الثابتة فإن السرعة المتوسطة تساوي السرعة اللحظية.

## العجلة أو التسارع
العجلة، أَو معدل تغيرِ السرعةِ مع الزمن:
يمكن تغير التسارع بتَغير السرعة أو تغير الاتجاه (في الحركة الدائرية)، أَو كلاهما معا.
إذا كانت السرعة v تتناقص، فيسمى تغير السرعة التباطؤِ. لكن عموماً أيّ تغيير في السرعةِ بما في ذلك التباطؤ، ندعوه ببساطة (تسارع) أو (عجلة) كل ما هنالك هو تغيير الإشارة من + إلى -.
والعجلة، ازدياد السرعة يعتبر تسارع موجب أو انخفاض السرعة (الكبح) تسارع سالب. وحدة قياس التسارع هي متر/ ثانية/ثانية.
الحركة المتسارعة بانتظام : هي حركة يكون فيها التسارع ثابتا وموجبا بحيث في كل واحدة زمن تكون الزيادة في السرعة قيمة ثابتة.
الحركة المتباطئة بانتظام : يكون تسارعها ثابتا وسالبا (الكبح)، أي يكون تناقص السرعة في واحدة الزمن ثابتا.

## السقوط الحر
هو ظاهرة سقوط الأجسام تحت تأثير قوة جاذبية الأرض.
أثبتت التجربة أن سقوط الأجسام في الفراغ (في غياب الهواء أي أن احتكاك الهواء معدوم) لا يتعلق بكتلتها. فلنتصور مثلا جسما معدنيا ثقيلا وريشة طائر، في لحظة معينة نسقطهما من نفس الارتفاع ثم نقيس لحظة وصولهما للأرض سوف نجد أن كلا الجسمين يصلان في نفس الوقت. وهذه التجربة أداها جاليليو من برج بيزا المائل في العصور الوسطى.
زيادة على ذلك فقد وجد أن حركة السقوط الحر هي حركة متسارعة بانتظام أي أن تسارعها ثابت سمي هذا التسارع بعجلة الجاذبية الأرضية ومقدارها ج=9.81 متر/ثانية/ثانية.
ولكن التسارع نتيجة الجاذبية يختلف من مكان إلى آخر حسب المسافة بين الجسم ومركز الكرة الأرضية، فالتسارع عند سطح البحر مختلف فوق قمم الجبال العالية وان كان الاختلاف طفيفا للغاية.
ولذلك يختلف وزن الجسم من مكان إلى آخر، لكن كتلة الجسم ثابتة وتساوى قوة الجذب المؤثرة مقسومة على عجلة الجاذبية الأرضية. كذلك يختلف وزن الجسم على الأرض عن وزنه على القمر مثلا، وذلك لاختلاف قوة جاذبية القمر للجسم. والثابت بالنسبة للجسم هو كتلته وهي خاصية ثابتة.
ولحساب العجلة نتيجة الجاذبية:
حسب قانون نيوتن الثاني فإن القوة المؤثرة على الجسم هي:
ث= ك.ج
وتسمى <<ثقل الجسم>>.

## قوانين كبلر
مجموعة قوانين صاغها الفلكي الألماني يوهان كبلر تشرح بدقة القوانين التي تحكم حركة الكواكب في النظام الشمسي. كانت هذه القوانين ذات فائدة عظيمة لنيوتن الإنجليزي في صياغة قوانينه الثلاث.

## ميكانيكا نيوتن
يعرف كذلك بالميكانيك الشعاعي وهو مبني على قوانين نيوتن الثلات:
- قانون نيوتن الأول:

يعرف هذا القانون بقانون الاستمرارية وينص على: الجسم يبقى ساكنا إذا لم تؤثر فية قوة خارجية. وفي تعبير يرجع إلى غاليليو إذا ما كان جسم ما معزول أو شبه معزول (أي محصلة القوى المؤثرة عليه معدومة), فإنه إما:
- يبقى ساكنا إلى الأبد.
-أو يتحرك بحركة مستقيمة منتظمة. أي بسرعة ثابتة.
فمثلا:
إذا لم تؤثر قوى على الجسم سيظل يتحرك إلى الابد في خط مستقيم وبسرعة ثابتة.
ولذلك يسمى هذا القانون بقانون القصور الذاتى ، فالجسم يحاول الإبقاء على حالتة إذا تعرض لأى قوى خارجية.
- قانون نيوتن الثاني:

هذا القانون يعرف بقانون مركز العطالة، ويربط بين القوة المؤثرة على الجسم وطبيعة حركته وينص على أنه:
القوة تساوي تغير زخم الجسم في وحدة الزمن، أي تغير كمية الحركة الجسم مع الزمن.
وهذا يتفق مع ماوجده جاليليو، القوة المؤثرة على جسم صلب تساوي حاصل ضرب كتلة الجسم في تسارعه.
القوة=الكتلة X التسارع.
- قانون نيوتن الثالث:

يسمى هذا القانون بقانون الفعل ورد الفعل ينص على أنه:لكل فعل رد فعل مساوي له بالمقدار ومعاكس له في الاتجاه.
أي إذا ما أثر جسم أ على جسم ب بقوة ق (أ، ب), فإن الجسم ب سيؤثر على الجسم أ بقوة ق (ب، أ) تساوي ق (أ، ب) ومضادة لها في الاتجاه.
هذا معناه أن جسم أي شخص يؤثر على الأرض بنفس القوة التي تؤثر بها الأرض عليه.

## كمية الحركة
و تدعى أيضا الزخم
هي حاصل ضرب كتلة الجسم في سرعته. مشتق كمية الحركة بالنسبة للزمن يساوي إلى محصلة القوى المطبقة على الجسم.
متجهة كمية الحركة لجسم صلب هي جداء كتلة الجسم الصلب ومتجهة السرعة لمركز قصوره

## طاقة الحركة
ارتبطت طاقة الحركة بمفهوم عمل القوة الذي يساوي حاصل جداء القوة في المسافة المقطوعة.
جزء الطاقة المرتبط بسرعة الجسم يسمى طاقة حركية، تجريبيا وجد أن مقدار الطاقة الحركية متناسب مع كتلة الجسم ومع مربع سرعته:
طاقة الحركة = 1/2 الكتلة. سرعة2
، وتقاس طاقة الحركة بوحدة كيلوجرام.متر2. ثانية-2

## الزخم الزاوي
الزخم الزاوي (كمية الحركة الزاوية) لجسم يتحرك حركة دورانية حول مركز دوران هو حاصل ضرب كمية حركة الجسم p في نصف قطر الدوران r.

العلاقة بين متجهات القوة F وعزم الدوران (τ)و القوة F والمسافة بين الجسم ومركز الدوران r وكذلك بين زخم الدوران L والزخم p والمسافة بين الجسم ومركز الدوران r لجسم يدور حول محور.

## قوانين الانحفاظ
يقال عن كمية فيزيائية أنها محفوظة إذا لم تتغير مع الزمن. تعتبر قوانين الانحفاظ من أهم المفاهيم الفيزيائية ليس فقط في الميكانيكا الكلاسيكية ولكن في عدة فروع أخرى نظرية الكم ونظرية الحقول وفيزياء الجسيمات الأولية.
- قانون انحفاظ كمية الحركة

إذا ما كانت محصلة القوى المؤثرة على جسم ما معدومة فهذا يعني أن مشتق كمية الحركة بالنسبة للزمن معدومة أي أن كمية الحركة محفوظة.
- قانون انحفاظ العزم الحركي

إذا كانت محصلة عزوم القوى المؤثرة على جسم ما معدومة أو كانت محصلة القوى موازية لمحور الدوران فإن مشتق العزم الزاوي بالنسبة للزمن معدوم أي أنه ثابت، هذا هو قانون انحفاظ الزخم الزاوي.
- قانون انحفاظ الطاقة الكلية

الطاقة الكلية لجسم هي مجموع طاقته الحركية وطاقته الكامنة (الداخلية)، والمجموع ثابت. هذا معناه أن الزيادة في مقدار أيا من الطاقتين يقابله نقصان نفس المقدار في الطاقة المقابلة.
مثال على ذلك: حالة حجر قذفناه إلى أعلى. يرتفع الحجر إلى ذروة ارتفاعة ويعود إلى الأرض. في كل نقطة على هذا المسار تكون الطاقة الكلية للحجر ثابتة لا تتغير (مجموع طاقة الحركة وطاقة الوضع ثابت). ففي لحظة القذف تكون طاقة الحجر الكلية مساوية لطاقة حركته وتكون طاقة الوضع مساوية للصفر. وعندما يصل إلى قمة ارتفاعه تصبح سرعته صفرا، أي تصبح طاقة حركته صفرا. لأنها تتحول بكاملها إلى طاقة وضع. ثم تتحول طاقة وضعه (المعتمدة على ارتفاعه) ثانيا بالتدريج إلى طاقة حركة ويعو حتى يلامس الأرض ثانيا وتكون طاقة وضعه قد تحولت بأكملها إلى طاقة حركة.
وبتعبير آخر: لنأخذ مثال جسم مقذوف عموديا نحو الأعلى فكلما ارتفع الجسم نقصت طاقته الحركية وزادت بنفس المقدار طاقته الكامنة حتى تنعدم تماما طاقته الحركية، هنا تكون طاقته الكامنة مساوية للكلية. بعد ذلك يعود الجسم للسقوط فتزداد طاقته الحركية على حساب الكامنة حتى تنعدم كليا طاقته الكامنة، وهنا تبلغ طاقتة الحركية قيمتها القصوى أي تساوي الطاقة الكلية.

## ميكانيك لاغرانج وميكانيك هاملتون
هما عبارة عن صياغة ثانية لقوانين الميكانيكا التقليدية لا تستعمل الجبر الخطي ولكن لها صفة تحليلية رياضية. فقد أدى اكتشاف الحساب التفاضلي إلى توسيع استخدام الطرق التحليلية لدراسة حركة الأجسام الصلبة وكانت البداية بمدأ الفعل الأصغري:
- ميكانيكا لاغرانج
- ميكانيكا هاملتون

## مبدأ الفعل الأدنى
مبدأ الفعل الأدنى ينص على أن الجسم يتبع المسار الذي يسمح له باستهلاك أقل طاقة ممكنة لحظيًا، مع الأخذ بالاعتبار أن الحركة يجب أن تكون متواصلة بشكل سلس. بين نقطتين.

## وحدات قياسية
| وحدات الميكانيك القياسية       | وحدات الميكانيك القياسية | وحدات الميكانيك القياسية | وحدات الميكانيك القياسية |
| اسم الوحدة                     | الرمز                    | الأبعاد                  | الكمية المقاسة           |
| ------------------------------ | ------------------------ | ------------------------ | ------------------------ |
| ثانية                          | ثا s                     | s                        | الزمن                    |
| متر (نظام الوحدات الدولي)      | م m                      | m                        | المسافات                 |
| متر مربع                       | م2                       | m2                       | المساحة                  |
| متر مكعب                       | m3                       | m3                       | الحجم                    |
| متر/ثانية                      | م/ثا m/s                 | m·s−1                    | السرعة                   |
| متر/ثانية مربع                 | م/ثا2                    | m·s−2                    | التسارع                  |
| كيلوجرام (نظام الوحدات الدولي) | كغ                       | kg                       | الكتلة                   |
| كيلوجرام. متر/ثانية            | كغ·م/ثا                  | m·kg·s−1                 | الزخم                    |
| نيوتن                          | ن N                      | m·kg·s−2                 | القوة                    |
| باسكال                         | Pa = N/m2                | m−1·kg·s−2               | الضغط                    |
| جول                            | J = N·m                  | m2·kg·s−2                | الطاقة                   |
| نيوتن . متر                    | N·m                      | m2·kg·s−2                | العزم                    |
| واط                            | W = J/s                  | m2·kg·s−3                | القدرة الكهربائية        |
| هرتز                           | Hz = 1/s                 | s−1                      | التردد                   |
| راديان/ثانية                   | راد/ثا rad/s             | s−1                      | سرعة زاوية               |
| راديان/ثانية مربع              | rad/s2                   | s−2                      | تسارع زاوي               |
| كيلوغرام . متر مربع            | kg·m2                    | m2·kg                    | عزم العطالة              |
| كيلوجرام . متر مربع/ ثانية     | kg·m2/s                  | m2·kg·s−1                | زخم زاوي                 |